# هداية عنايت خان

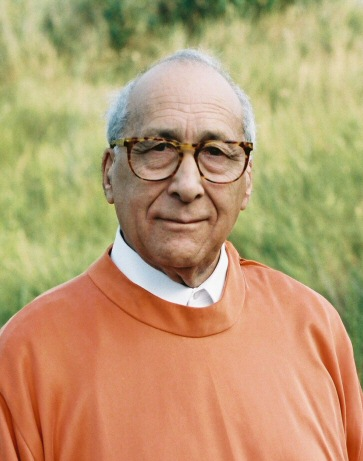
هداية عنايت خان

هداية عنايت خان (الأردية: هدايت عنایت خان؛ 6 آب 1917 - 12 أيلول 2016) هو بريطاني فرنسي، كان مُلحنًا كلاسيكيًا وقائدًا وممثلًا عامًا للطريقة العنائية.

## الموسيقى
- "ندعوكم إلى الصلاة" وأعمال موسيقية أخرى وأغانٍ صوفية لهداية عناية خان – مؤلفات صغيرة للصوت، والآلة، والرباعية الوترية. إنتاج: Mirasound Classics، رقم الإصدار 399277، هولندا، 1997. رمز المنتج (ASIN): B0002NBLQC.
- الأعمال السيمفونية – هداية عناية خان – "صوت النور" بانف، كندا، 1999. أسطوانتان مدمجتان (Double CD)، المدة الإجمالية: 108 دقائق. رمز المنتج: B000LE1A04.
- رسالة من القلب – هداية عناية خان مقتطفات من أعماله السيمفونية، إصدار Oreade Music، 2000، هارلم (هولندا). رقم الإصدار: ORS 59622 مدة الأسطوانة: 52 دقيقة و16 ثانية. رمز المنتج: B00004U0Y3.
- الجُملة السيمفونية – المصنف رقم 7 – من تأليف هداية عناية خان عرض حي في ميونيخ، عام 2002. أوركسترا ميونيخ-أندكس السيمفونية. قائد الأوركسترا: أندرياس باسكال هاينتسمان (تضمّن الحفل أيضًا: السمفونية الأولى في دو صغير ليوهانس برامز)
- الرتابة. الغموض – هداية عناية خان CJ Music، 2003، نوفوسيبيرسك (روسيا) الأسطوانة مدمجة، المدة الإجمالية: 68 دقيقة و30 ثانية.
- الباليه الطقوسي – المصنف رقم 17 – من تأليف هداية عناية خان عرض حي في 19 يوليو 2003، في ميونيخ. أوركسترا ميونيخ-أندكس السيمفونية. قائد الأوركسترا: أندرياس باسكال هاينتسمان. (تضمّن الحفل أيضًا: الرابسودية لرحمانينوف، والسمفونية الثانية في ري الكبير ليوهانس برامز)
- الذكر المرتل للسيد عناية خان. من تأليف عناية خان، وتوزيع هداية عناية خان. أداء ونشر: جلال الدين غاري سيل. أسطوانة مدمجة (1987).

## ملحوظات
1. ↑  مذكور في: ملف استنادي دولي افتراضي. مُعرِّف ملف الضبط الاستنادي الافتراضي الدَّولي (VIAF): 49430112. الوصول: 4 نوفمبر 2018. الناشر: مركز المكتبة الرقمية على الإنترنت. لغة العمل أو لغة الاسم: متعدد اللغات.
2. ↑  مذكور في: الشبكات الاجتماعية وسياق الأرشيف. مُعرِّف الشبكات الاجتماعية ونظام المحتوى المؤرشف (SNAC Ark): w6f190cj. باسم: Hidayat Inayat Khan. الوصول: 9 أكتوبر 2017. لغة العمل أو لغة الاسم: الإنجليزية.
3. ↑  مذكور في: مشروع مكتبة الموسيقى الدولية. مُعرِّف مشروع المكتبة الدولية للمُؤَلَّفات الموسيقيَّة (IMSLP): Category:Khan,_Hidayat_Inayat. باسم: Hidayat Inayat Khan. الوصول: 9 أكتوبر 2017.
4. ↑  مذكور في: Fichier des personnes décédées.
5. ↑  وصلة مرجع: https://ihsan.center/2020/09/12/passing-of-murshid-hidayat-inayat-khan-as-12-september-2016-munich-germany/.
6. ↑  مذكور في: list of students of Frédéric Chopin.
7. ↑  Sufism and the 'modern' in Islam by Martin van Bruinessen, Julia Day Howell published I.B.Tauris, 2007 (ردمك 1-85043-854-4), page 265